# Lasiocercis viossati
Lasiocercis viossati là một loài bọ cánh cứng trong họ Cerambycidae.